# Ахинжанова, Лейла Сержановна
Ле́йла Сержа́новна Ахинжа́нова (каз. Лейла Сержанқызы Ақынжанова) — казахстанский киносценарист, скрипт-доктор, сторилайнер. Дочь Сержана Ахинжанова.
Родилась 14 апреля 1967 года в городе Алма-Ата.
Член Союза Кинематографистов Казахстана, академик Евразийской Телеакадемии, академик Казахстанской Киноакадемии.
Образование: ВГИК (1989 год), сценарный курс К. Парамоновой и И. Кузнецова, объединенная мастерская С. Соловьева.

## Фильмография
Автор либо соавтор сценариев:
1. «Фара» (реж. Абай Карпыков)
2. «Тот, кто нежнее» (реж. Абай Карпыков)
3. «Слабое сердце» (реж. Ермек Шинарбаев)
4. «Абай» (реж. Ардак Амиркулов)
5. «Полнолуние» (реж. Наана Чанкова)
6. «Станция любви» (реж. Талгат Теменов)
7. «И увидел во сне» (реж. Лейла Аранышева)
8. «Шiлде» (реж. Дарежан Омирбаев)
9. «Жаным садаға» (реж. Калдыгул Жаныбаева)

Автор телевизионных сериалов:
1. «Перекрёсток» (Хабар) — автор, сторилайнер и арт-директор 448 серий
2. «Дорогая редакция», обучающий сериал языковой программы «Tiлашар» — автор идеи и сценариев 260 серий, (премия «Алтын Жулдыз», Главный приз в номинации «Обучающие телепрограммы» 4-го Евразийского Телефорума)
3. «Люблю. Учу казахский» — автор, 25 серий
4. «Откройте дверь, я — счастье!» (КТК) — автор 12 серий
5. «Астана — моя любовь!» — автор первой серии
6. «Жаным» («Хабар»), два сезона по 78 и 55 серий соответственно — главный автор
7. «Ұлжан» («Казахстан») 16 серий — главный автор
8. «Мужская история» («Хабар») 15 серий — главный автор
9. «Жедел жәрдем» («Казахстан») два зеона по 24 серии — главный автор
10. «Жарық» («Казахстан») 24 серии — главный автор
11. «Арман қанатында» («Казахстан») 5 серий — главный автор
12. «Қызыл алма» («Казахстан») 24 — автор сценария
13. «Анашым менi қалдырма» («Казахстан») 16 серий — автор сценария
14. «Туған жер» («Казахстан») 24 серии — автор сценария

## Награды
1. Лауреат I Евразийского Телефорума (также известном как Межгосударственный телефорум стран СНГ «Содружество») в номинации «Автор (режиссёр) игрового фильма, телесериала» за телесериал «Перекрёсток» (1996—2000)[1].
2. Победитель XIII Евразийского Телефорума в номинации «Новый телевизионный фильм и сериал».
3. Премия «Акку» имени Галины Кузембаевойм в рамках общенациональной премии в области журналистики «Алтын жулдыз», 2007 г.[2]
4. Медаль «За трудовое отличие» (каз. Ерен еңбегі үшін), 2011 г.